# Joan Jepkorir Aiyabei
Joan Jepkorir Aiyabei (* 17. Mai 1979 im Uasin Gishu District) ist eine kenianische Langstreckenläuferin, die ihre größten Erfolge im Cross- und im Straßenlauf hat.
1996 gewann sie die Bronzemedaille im Juniorinnenrennen der Crosslauf-Weltmeisterschaften. 2001 wurde sie Dritte bei der Route du Vin und triumphierte wie auch im Folgejahr bei der Corrida Bulloise.
2003 wurde sie bei den Crosslauf-Weltmeisterschaften Zwölfte auf der Langstrecke und gewann zusammen mit dem kenianischen Team Silber. Kurze Zeit später siegte sie beim Giro Media Blenio.
2005 gewann sie die Route du Vin. Im Jahr darauf wurde sie Dritte bei der Cursa Bombers. 2008 triumphierte sie beim Barcelona-Halbmarathon und 2009 beim Bredase Singelloop sowie bei den Grand 10 Berlin. 2010 folgte einem Sieg beim Kempten-Halbmarathon ein zweiter Platz beim Halbmarathonbewerb des Wachau-Marathons. 

## Persönliche Bestzeiten
- 3000 m: 8:54,50 min, 27. Juli 2002, Danzig
- 5000 m: 15:18,90 min, 12. Juli 2002, Rom
- 10-km-Straßenlauf: 31:59 min, 28. November 2004, Madrid
- Halbmarathon: 1:11:02 h, 10. Februar 2008, Barcelona